# Houlle (rivière)
Pour les articles homonymes, voir Houlle (homonymie).
La Houlle est une rivière française du département Pas-de-Calais dans la région Hauts-de-France et un affluent du fleuve côtier l'Aa.

## Hydronymie
Le nom de la rivière est attesté sous la forme Huulelec en 1139 (cart. de Saint-Om., f° 1).

## Géographie
D'une longueur de 4,8 kilomètres,
Elle prend sa source à Moulle entre les lieux dits Langlebert et le Brouay à l'altitude 13 mètres.
Elle coule globalement du sud-ouest vers le nord-est.
Après être passée sous le chemin de fer Saint-Omer-Calais, la Houlle se jette dans l'Aa au sud de Watten, sous le pont de Houlle de la route départementale D213 et à l'altitude 8 mètres, près du hameau l'Overstel.

### Communes et cantons traversés
Dans les deux départements du Nord et du Pas-de-Calais, la Houlle traverse trois communes et deux cantons :
- dans le sens amont vers aval : Moulle (source), Houlle, Watten (confluence).

Soit en termes de cantons, la Houlle prend source dans le canton de Saint-Omer-Nord et conflue dans le canton de Bourbourg.

### Bassin versant
La Houlle Traverse une seule zone hydrographique « AA Canalisée du confluent du Canal de Neufossé au confluent de la Haute Colme » (E407).

### Organisme gestionnaire
L'organisme gestionnaire est le SmageAa ou Syndicat mixte pour l'aménagement et la gestion des eaux de l'Aa.

## Affluents
Elle possède deux affluents référencés :
- la Muissens (rd[note 1]) 1,4 km, sur les deux communes de Serques et Watten avec deux affluents :
  - le Grand Large (rd) 7,2 km sur les six communes de Saint-Martin-au-Laërt, Saint-Omer, Salperwick, Serques, Tilques et Watten avec deux affluents :
    - le Lansberghe (rg) 2,4 km sur les deux communes de Serques et Tilques.
    - le Grand Large bras gauche (rg), 1,3 km sur les deux communes de Serques et Tilques.

  - la Liette de Serques (rg), 2,9 km sur la seule commune de Serques.
- le Reninghe (rg) à la frontières des trois communes de Watten, Houlle et Éperlecques.

### Rang de Strahler
Le rang de Strahler de la Houlle est donc de quatre par la Maissens.

## Hydrologie
Son régime hydrologique est dit pluvial océanique.